# Isabelle Barciulli
Isabelle Barciulli, née le 21 avril 1986 à Florence, est une copilote italienne.

## Biographie
Isabelle Barciulli fait ses débuts en tant que pilote à la Coupe des énergies alternatives de la FIA en 2012, et termine neuvième au classement général ; en parallèle, elle s'engage dans le championnat italien, en tant que copilote de Guido Guerrini. En 2013, après des échecs répétés en tant que pilote, la pilote italienne devient totalement copilote.
En 2014, copilote de Guido Guerrini, qui termine vice-champion des pilotes, Isabelle Barciulli remporte la Coupe des énergies alternatives chez les copilotes, devenant la première femme sacrée dans la discipline,.
En 2015, elle décide de redevenir pilote, et en parallèle, fait ses débuts dans le monde du cinéma en jouant un rôle mineur dans Nessuno si salva da solo.

## Palmarès
- Coupe des énergies alternatives : 
  - Vainqueur en 2014 chez les copilotes.